# Sinh vật trong đời sống con người

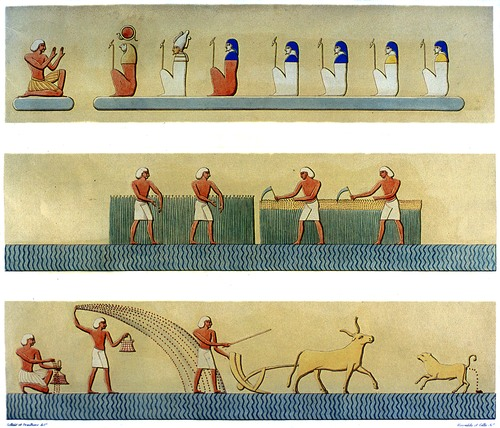
Tranh minh họa của người Ai Cập cổ đại sử dụng khai thác các sinh vật trong đời sống

Sinh vật sống đóng vai trò quan trọng trong đời sống và văn hóa của con người, từ xa xưa, loài người đã khai thác sử dụng các sinh vật sống bao gồm động vật thực vật, nấm các loại và vi khuẩn dưới nhiều hình thức, cả về mặt thực tế như sản xuất thức ăn, thực phẩm và quần áo cho nhu cầu thiết yếu của cuộc sống, lẫn khía cạnh văn hóa đời sống như biểu tượng trong nghệ thuật, thần thoại và tôn giáo. Các kỹ năng và thực tiễn liên quan được truyền tải vào nền văn hóa con người thông qua học tập xã hội lấy cảm hứng và thực tế từ các sinh vật dạng sống. Các ngành khoa học xã hội bao gồm khảo cổ học, nhân chủng học và dân tộc học đang bắt đầu có cái nhìn đa loài về sự tương tác của con người với thiên nhiên, trong đó các sinh vật sống không chỉ là tài nguyên cần được khai thác, về mặt thực tế hay biểu tượng, mà còn tham gia với tư cách là những người tham gia.

## Dẫn luận
Trong các sinh vật sốt thì các loài thực vật cung cấp phần lớn nguồn thức ăn cho con người và vật nuôi, trong đó hệ thực vật giữ vai trò chủ đạo trong văn hóa và văn minh của con người hình thành thông qua nông nghiệp khi nhiều loại cây trồng đã được sử dụng làm lương thực, một số ít cây trồng chủ yếu bao gồm lúa mì, lúa gạo và ngô cung cấp hầu hết lương thực trên thế giới ngày nay. Bên cạnh đó, các loài động vật cung cấp phần lớn lượng thịt cho con người ăn, dù được chăn nuôi hay săn bắn, và cho đến khi có phương tiện vận tải cơ giới hóa, các loài thú trên cạn đã cung cấp một phần lớn năng lượng để sử dụng cho công việc và vận chuyển. Nhiều sinh vật sống đóng vai trò là sinh vật mô hình trong nghiên cứu sinh học, chẳng hạn như di truyền học và thử nghiệm thuốc. Cho đến thế kỷ 19, thực vật đã sản xuất ra hầu hết các loại thuốc được sử dụng phổ biến, như Dioscorides đã mô tả vào thế kỷ thứ nhất. Thực vật là nguồn cung cấp nhiều loại thuốc kích thích thần kinh, một số loại như coca đã được sử dụng hàng nghìn năm. Nấm men, một loại nấm, đã được sử dụng để lên men các loại ngũ cốc như lúa mì và lúa mạch để làm bánh mì và bia; các loại nấm khác như nấm Psilocybe và nấm bay giống nấm hương đã được dùng làm thuốc thần kinh.
Nhiều loài động vật được nuôi làm thú cưng, phổ biến nhất là các loài thú, đặc biệt là chó và mèo. Cây cối được con người trồng để làm thú thưởng ngoạn trong vườn và nhà kính, cho hoa, bóng mát và tán lá trang trí; một số, chẳng hạn như xương rồng, có thể chịu được điều kiện khô hạn thì được trồng làm cây trồng trong nhà. Các loài động vật như ngựa và hươu là một trong những chủ đề nghệ thuật sớm nhất còn gọi là nghệ thuật thời tiền sử, được tìm thấy trong các bức tranh hang động thời kỳ đồ đá cũ như ở hang Lascaux. Các sinh vật sống còn đóng nhiều vai trò biểu tượng khác nhau trong văn chương, phim ảnh, thần thoại và tôn giáo. Đôi khi một căn bệnh nghiêm trọng như bệnh lao do vi khuẩn lao gây ra lại đóng một vai trò quan trọng trong văn hóa, trong trường hợp của nó vì lý do nào đó có liên quan đến sự sáng tạo nghệ thuật.
Văn hóa bao gồm các hành vi và chuẩn mực xã hội được tìm thấy trong xã hội loài người và được truyền tải thông qua học tập xã hội. Phổ quát văn hóa trong tất cả các xã hội loài người bao gồm các hình thức biểu đạt như nghệ thuật, âm nhạc, khiêu vũ, nghi lễ, tôn giáo và công nghệ như cách sử dụng công cụ, nấu ăn, chỗ ở và quần áo. Khái niệm văn hóa vật chất bao gồm các biểu hiện vật chất như công nghệ, kiến trúc và nghệ thuật, trong khi văn hóa phi vật chất bao gồm các nguyên tắc tổ chức xã hội, thần thoại, triết học, văn học và khoa học Thuật ngữ "văn hóa sinh học" (bioculture) đã được sử dụng để bao hàm tất cả các ứng dụng thực tế (nhưng không mang tính biểu tượng) của các sinh vật sống trong văn hóa, bao gồm nông nghiệp, sản xuất thực phẩm và quần áo, lâm nghiệp, chăn nuôi và huấn luyện động vật, buôn bán vật nuôi, sử dụng cuộc sống. những thứ trong khoa học, vườn thú và thủy cung, các môn thể thao động vật và chăn nuôi động vật để săn bắn thể thao. Các học giả về văn hóa nhân loại theo truyền thống chia việc sử dụng sinh vật thành hai loại gồm sử dụng thực tế để làm thức ăn và các tài nguyên khác; và sử dụng mang tính biểu tượng như trong nghệ thuật và tôn giáo. Gần đây hơn, các học giả đã bổ sung thêm một loại tương tác thứ ba, trong đó các sinh vật sống, dù là động vật, thực vật, nấm hay vi khuẩn đều đóng vai trò là người tham gia. Điều này làm cho các mối quan hệ trở nên hai chiều, ngụ ý rõ ràng nhiều hình thức cộng sinh khác nhau trong một hệ sinh thái phức tạp.